# Емма Ебботт
Емма Ебботт (англ. Emma Abbott; 9 грудня 1850, Чикаго, Іллінойс, США — 5 січня 1891, Солт-Лейк-Сіті, Юта, США) — американська оперна співачка (сопрано) й імпресаріо, знана чистим, ясним голосом великої гнучкості та гучності.

## Ранні роки
Народилася у 1850 році у Чикаго, штат Іллінойс, у сім'ї чиказького музиканта Сета Еббота та його дружини Альміри (уроджена Палмер). У дитинстві вона та її брат Джордж вчилися співу, грі на фортепіано, гітарі та скрипці з батьком.
Сім'я переїхала у Пеорію, штат Іллінойс. Еммі було вісім років, коли вона вперше з'явилася на сцені, співаючи на концерті в офісі батька у Пеорії. У 1854 році професор Ебботт не зміг знайти достатню кількість студентів музики, і сім'я страждала від фінансових проблем та ледь зводила кінці з кінцями. Для допомоги, родині у скруті Емма та Джордж почали професійно виступати, тоді дівчині було дев'ять років. Вона дебютувала як гітаристка та співачка у Пеорії, у 1859 році з Джорджем на скрипці, і до тринадцяти років викладала гру на гітарі.

## Кар'єра

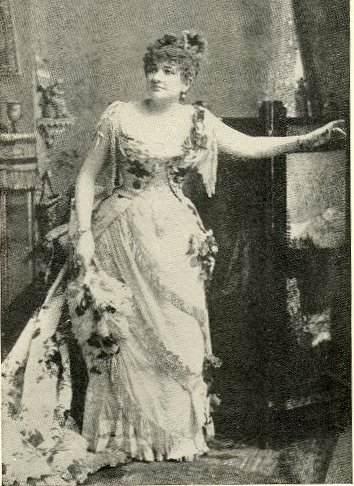
Емма Ебботт

У 1866 році вона приєдналася до мандрівної концертної трупи та гастролювала країною. Під час гастролей вона познайомилася з Кларою Луїзою Келлог і подружилася з нею. Почувши Еббот на концерті у Толедо, Келлог вирішив зустрітися з нею та заохотити її продовжити оперну кар'єру, а також надала рекомендаційний лист. Таким чином, Ебботт навчалася у Нью-Йорку під керівництвом Акілл Еррані, а у грудні 1871 року відбувся її концертний дебют.
У 1872 році Еббот поїхала за кордон, щоб пройти навчання в Антоніо Санджованні у Мілані. Після цього навчалася у Матільди Маркезі, П'єра Франсуа Вартеля й Енріко Делле Седі у Парижі. Вона з'явилася у кількох постановках у Парижіта отримала схвальні відгуки за чудовий голос сопрано. Вона отримала контракт з Королівською оперою у Лондоні та дебютувала у Ковент-Гардені у ролі Марі в «Донці полку» у 1876 році. Однак невдовзі після цього її контракт був розірваний, після її відмови співати партію Віолетту з «Травіати» Джузеппе Верді з моральних міркувань. Того ж року вона таємно вийшла заміж за Юджина Ветерелла (пом. 1889), і вони повернулися до США, де вона залишилася до кінця життя.

### Англійська оперна компанія Ебботт
23 лютого 1877 року Ебботт дебютувала на американській оперній сцені у Нью-Йорку, знову зігравши роль Марі. У 1878 році вона разом з чоловіком, Юджином Ветереллом, організувала оперну трупу знану під її ім'ям (The Emma Abbott Grand English Opera Company), яка багато гастролювала по США. Це була перша американська оперна компанія організована жінкою. Її чоловік керував цим бізнесом, а вона опікувалася художньою частиною, часто виконуючи ролі у постановках.
Компанія завоювала серед громадськості репутацію якісної продукції та була досить успішною. Серед відомих ролей, які Ебботт виконала з трупою, — Джульєтта в «Ромео і Джульєтті» Шарля Гуно, Вірджинія у «Полі та Вірджині», Жозефіна в "Кораблі Її Величності «Пінафор», головна роль у «Марті» Фрідріха фон Флотова, Аміна в «Соннамбулі» Вінченцо Белліні та Віолетта у «Травіаті», ролі, проти якої вона більше не заперечувала, однак замість того, щоб виконати «Addio del passato», вона змусила Віолетту згасати з «Nearer, my God, to Thee».
Протягом усієї кар'єри Ебботт зберегла художній контроль у трупі, яка іноді налічувала 60 осіб. Хоча у репертуарі колективу були твори французької, італійської й англійської оперної літератури, вони завжди виконувалися англійською мовою. Багато творів було скорочено, а інтерпольовані пісні були звичайними. З цієї причини компанія та сама Ебботт не користувалися популярністю серед музичних критиків, які були незадоволені змінами стандартного репертуару. Проте компанія була неймовірно популярною серед громадськості та стабільно успішною у фінансовому плані. Еббот стала знана серед американців як «народна примадонна».

## Смерть
Ебботт продовжувала виступати до своєї раптової смерті від пневмонії у Солт-Лейк-Сіті, штат Юта, у 1891 році у віці 40 років. її поховано на глостерському цвинтарі, штат Массачусетс, разом із чоловіком.